# Pam Davis (Squashspielerin)
Pam Davis, auch bekannt als Pam Guy und Pam Buckingham, (* als Pam Kidd) ist eine ehemalige neuseeländische Squashspielerin.

## Karriere
Pam Davis, die im Laufe ihrer Karriere unter mehreren Familiennamen bekannt wurde, wuchs in Cambridge auf und begann zunächst Tennis zu spielen, ehe sie zum Squashsport wechselte.
Sie war zwischen 1968 und 1979 Mitglied der neuseeländischen Nationalmannschaft. Im Einzel stand sie 1979 im Hauptfeld der Weltmeisterschaft, schied jedoch in der ersten Runde aus. Bereits 1969 gewann sie erstmals die neuseeländische Landesmeisterschaft, nachdem sie 1967 und 1968 noch das Finale verloren hatte, und wiederholte diesen Erfolg 1971, 1973, 1975 und 1978. In diesen Jahren schloss sie das Jahr auf Rang 1 der nationalen Rangliste ab. 1976 gewann sie mit einem Finalsieg gegen ihre Dauerrivalin Jenny Webster die New Zealand Open.
2011 wurde Davis in die New Zealand Squash Hall of Fame aufgenommen. Sie arbeitete lange Jahre im Bankwesen bzw. als Buchhalterin und führte bis Mitte der 2010er-Jahre ein Geschäft für Fußbodenheizungen.

## Erfolge
- Neuseeländische Meisterin: 5 Titel (1969, 1971, 1973, 1975, 1978)